# Rock and Hard Place
"Rock and Hard Place" es el tercer episodio de la sexta temporada de Better Call Saul, serie de televisión derivada de Breaking Bad. Fue escrita y dirigida por Gordon Smith. El episodio se emitió el 25 de abril de 2022 en AMC y AMC+. En varios países fuera de Estados Unidos y Canadá, el episodio se estrenó en Netflix al día siguiente.
En el episodio, Nacho Varga se ve obligado a elegir bando mientras huye del cartel. Mientras tanto, Jimmy McGill cuestiona su reputación como abogado cuando involucra a su amigo Huell Babineaux en su plan para arruinar la vida de Howard Hamlin.
El rodaje del episodio tuvo lugar entre abril y mayo de 2021. El actor Michael Mando, que interpreta a Nacho, describió el viaje de su personaje y las alusiones del episodio a la antigua leyenda de Orfeo y Eurídice, prácticas en las culturas azteca y maya, y el motivo religioso de pesar el alma de una persona. Surgieron una serie de complicaciones en el proceso de filmación de las escenas finales, como el hecho que Mando tuvo que ser trasladado de urgencia al hospital después de cortarse gravemente el dedo y una tormenta de arena que azotó el set. El enfoque de Smith como director fue cumplir con las expectativas de la audiencia y enfocarse en maximizar la tensión en el final del episodio.
"Rock and Hard Place" recibió elogios de la crítica por sus temáticas, la historia, la dirección de Smith y la actuación de Mando. Marcó la última aparición en la serie de Mando como Nacho Varga. Un estimado de 1.16 millones de espectadores vieron el episodio durante su primera transmisión en AMC.

## Trama

### Apertura
Cuando una lluvia comienza a caer, un primer plano de una pequeña porción de desierto se detiene en una flor azul y luego se posa en un trozo de vidrio roto que se mojan con las gotas que caen.

### Historia principal
La camioneta que conduce Nacho tras su fuga se descompone. Se esconde en un petrolero abandonado cuando observa que los primos llegan y lo buscan; se mantiene ahí cuando se van del lugar y durante toda la noche. Luego se asea en un taller mecánico y con tristeza, hace una llamada de despedida a su padre, Manuel. Luego llama a Mike, pide hablar con Gus y se ofrece a rendirse siempre que su padre esté protegido. Los hombres de Gus lo introducen de contrabando en los EE. UU. y Mike lo golpea para que parezca que Nacho fue capturado. Mike y Nacho revisan el plan para absolver a Gus de la culpa por la muerte de Lalo. Acuerdan que, tras confesar, Nacho intentará huir para que Víctor lo mate, garantizándose que los Salamanca no lo torturarán.
Jimmy y Kim conspiran para obtener duplicados de la matrícula del automóvil y el tocador de Howard como parte de su plan para forzar una resolución del caso Sandpiper, pero se dan cuenta de que en realidad obtener acceso a su automóvil es más factible. Jimmy y Kim trabajan con Huell Babineaux y otro asociado para obtener copias de la llave del auto de Howard y el botón de desbloqueo remoto. Huell le dice a Jimmy que no entiende por qué dos abogados legítimos y bien pagados cometerían un acto ilegítimo. Jimmy presenta un argumento poco convincente acerca de hacer el mal para lograr un bien mayor. La fiscal Suzanne Ericsen conecta a Jimmy con Lalo Salamanca y Nacho, tras descubrir su identidad como Jorge de Guzmán; le dice a Kim que Lalo está muerto y le pide a Kim que convenza a Jimmy para que informe sobre los Salamanca. Tras contárselo a Jimmy, le da libertad para decidir lo que hará.
Al día siguiente, mientras Mike observa desde la distancia y apunta su rifle al lugar, Gus, Tyrus y Víctor se reúnen con Juan Bolsa, Héctor Salamanca y los primos para entregar a Nacho. Según lo planeado, Nacho afirma que ayudó a los Álvarez a matar a Lalo. Pero refuerza su confesión al revelar que trató de matar a Héctor, pero Gus lo salvó y maldice a Héctor para que se acuerde de él mientras viva postrado el resto de su vida. Nacho usa el trozo de vidrio roto que recuperó de la basura de Gus para cortar sus ataduras, apoderarse del arma de Bolsa y suicidarse. Cuando Gus y sus hombres se van, los primos ayudan a Héctor a disparar balas al cuerpo sin vida de Nacho.

## Producción
El episodio fue escrito y dirigido por el coproductor ejecutivo Gordon Smith. "Rock and Hard Place" marcó la muerte del personaje Nacho Varga, interpretado por Michael Mando, quien había estado en la serie desde el segundo episodio. Los co-creadores de la serie Vince Gilligan y Peter Gould y la productora ejecutiva Melissa Bernstein le contaron por primera vez a Mando sobre el destino de su personaje en el invierno de 2020, unos meses antes de comenzar la filmación de la sexta temporada de Better Call Saul. Smith dijo que los escritores habían decidido desde el principio que era mejor para la serie concluir la historia de Nacho al principio de la temporada en lugar de pasar varios episodios de él "huyendo y saliendo de apuros". Las escenas anteriores del episodio, como dijo Mando, estaban destinadas a simbolizar "lo que significaba la vida para este personaje y lo que estaba dispuesto a defender".
La filmación del episodio comenzó en abril de 2021. La primera escena que se filmó fue de Nacho sirviéndose una bebida y notando el vaso roto en la basura de Gus, que había sido tirado en el episodio anterior "Carrot and Stick". La toma tomada desde el punto de vista del bote de basura pretendía simbolizar lo fragmentado que estaba el personaje en ese momento. Smith filmó una toma de Mando sin el efecto y, dos semanas después, proyectó la toma en una pantalla, donde pudieron ajustar dónde estaba el vidrio y cómo estaba fracturado. : 57:31–1:01:45  La escena del petrolero se rodó en exteriores para el exterior y en un estudio para el interior. La inmersión de Nacho en el aceite, que se discutió por primera vez en diciembre de 2020, se filmó en un estudio de sonido en mayo de 2021. Fue la última escena que Mando filmó en Better Call Saul. Cada toma duraba de uno a dos minutos con Mando realizando el truco él mismo, usando alrededor de una sustancia de origen vegetal. Su grosor dificultaba que Mando se sumergiera, por lo que tuvo que agarrarse a los postes de andamios horizontales cercanos para sumergirse. Restablecer la escena llevaría al menos una hora. El set en el estudio tenía que ser volteado boca abajo cada vez que el equipo quería apuntar la cámara en una dirección diferente para que una grúa pudiera caber adentro. : 29:41–40:50  La apertura en frío del episodio se filmó simultáneamente con la escena del petrolero en un escenario de sonido diferente, donde agregaron un 40 por 40 pies (12,2 por 12,2 m) parche de desierto con una pantalla verde en el fondo. Tomó dos días prepararlo y se filmó con una plataforma de control de movimiento. : 1:01:53–1:04:24 
Mando comparó la llamada telefónica de Nacho a su padre (interpretado por Juan Carlos Cantú) con la leyenda de Orfeo y Eurídice, que detalla la historia de un hombre entre la espada y la pared que voluntariamente atraviesa el Hades para salvar a la persona que ama en el condición de que no pueda volver a verla. "En esa llamada telefónica en particular", dijo Mando, "él está libre, ganó y está mirando la puesta de sol. Pero su corazón da un vuelco y le pide a su padre que lo acompañe, indirectamente, subtextualmente. Y su padre dice que no. Así que voluntariamente regresa al fuego y cambia su vida por la vida de su padre". El asistente de dirección Rich Sickler le leyó a Mando las líneas de las dos llamadas telefónicas de Nacho en el episodio. Mando dijo que no filmó su lado de las conversaciones con Cantú o Jonathan Banks, quien interpreta a Mike, en el set porque pensó que sería ideal si los actores no se vieran, al igual que los personajes que interpretaron, para crear un sentido de desconexión. : 17:08–19:14  A Cantú no se le dio acceso a los guiones de la temporada, por lo que, mientras filmaba, en realidad no sabía por lo que había pasado Nacho, cómo se veía o dónde estaba en la historia. Mando accedió a estar en el set cuando Cantú filmó su parte del diálogo.
Mando comparó el momento de ser interrogado antes de su muerte con estar en un juicio y pesar su corazón. : 25:25–27:21  Lo llamó la "primera vez que no le teme a ninguna de estas personas... completamente dispuesto a contar la historia que salvará a su padre, independientemente de lo que piensen los demás". Consideró que la confesión de Nacho a Héctor cumplió la promesa que le hizo a su padre de enfrentarse al cartel. También dijo que fue el momento en que la relación de Nacho y Mike se rompió cuando hicieron alianzas con diferentes personas, Nacho con su padre y Mike con Gus. Un documental latinoamericano sobre los aztecas y los mayas, que decía que los vencedores de un deporte se sacrificarían por sus dioses para traer lluvia, inspiró la actuación de Mando. Consideró el suicidio de su personaje como un momento sin remordimientos porque Nacho sabía cuándo y por qué iba a morir: "Por primera vez en su vida tiene una imagen clara de sí mismo". Mando dijo que la flor morada que aparece en la escena inicial en el lugar del suicidio de Nacho representa la iluminación de estas culturas que surge al enfrentar la muerte.
El equipo usó camisetas de Nacho y tatuajes de lágrimas falsas para conmemorar los últimos días de Mando en el set. Una serie de desgracias surgieron en el proceso de rodar las escenas en el desierto. En el set, Mando fue llevado de urgencia al hospital después de que se cortó gravemente el pulgar y perdió toda sensibilidad en la mano izquierda. No pudo empezar a rodar sus escenas durante una semana y media. El primer día de filmación de las escenas del desierto, una tormenta de arena golpeó el set y la producción se detuvo; en el momento en que se detuvieron, la cobertura de todos había sido filmada menos la de Mando. Reanudando al día siguiente, Smith le dio a Mando una nota que cambió la interpretación de Mando de las últimas palabras de Nacho; Mando dijo que "se dio cuenta de que este no era un discurso f-you, este era un discurso que está lleno de los valores subyacentes y la integridad de quién es realmente Nacho, y hacia dónde le gustaría ver a su comunidad ir". Esa noche, Mando llegó a casa y descubrió que un árbol alcanzado por un rayo había caído en su camino de entrada, bloqueando su entrada. : 22:56–24:49  El enfoque de Smith como director fue cumplir con las expectativas de la audiencia y enfocarse en maximizar la tensión en la escena a pesar de que el resultado parecía obvio en retrospectiva. : 20:39–22:56  Mando trajo parte de la actuación del personaje que hizo como Vaas Montenegro del videojuego Far Cry 3 en la escena final, aunque tuvo que cambiar el tono a pedido de Smith. Mando calificó el final de ominoso porque todos los demás personajes finalmente encontrarían su propio destino en Breaking Bad: "Estos son todos hombres muertos caminando, viendo morir al primer hombre".
Smith comparó la relación de Jimmy y Kim en "Rock and Hard Place" con un episodio de Arrested Development donde un personaje se casa después de "una serie de desafíos crecientes". Observó su nuevo hábito de fumar en el interior como una señal de que "la disciplina se está desmoronando un poco". Es un poco caótico y peligroso, pero no terriblemente. Cada paso por una pendiente resbaladiza está bien hasta que estés en el fondo". La secuencia de la escalera con el ayuda de cámara presentaba una serie de transiciones de limpieza. El equipo encontró un estacionamiento en forma de paralelogramo para filmar la escena. La escalera en el lugar tenía un lugar hueco donde podían colocar la cámara con una plataforma de descenso. Smith lo describió como "construir un pequeño hueco de ascensor para un cuerpo de cámara en este pequeño agujero triangular que corría a lo largo de la escalera". Durante la posproducción, Joey Reinisch completó la edición del episodio en su segundo crédito de edición en solitario en televisión. : 0:36–0:53 

## Recepción

### Respuesta crítica
En el sitio web del agregador de reseñas Rotten Tomatoes, el 100% de las cinco reseñas son positivas, con una calificación promedio de 9.3/10. La actuación de Mando como Nacho recibió elogios de la crítica. Kaleena Rivera de Pajiba elogió la demostración de ira del actor y la acumulación del episodio hasta el final. Kimberly Potts del AV Club escribió que la actuación de Mando merecía una nominación al Emmy. También comparó las últimas palabras de Nacho con la confesión de Walter White a Jesse Pinkman en el episodio "Ozymandias" de Breaking Bad y dio notas positivas sobre las actuaciones de Giancarlo Esposito y Mark Margolis y el desarrollo del programa de Nacho como un personaje convincente. David Segal de The New York Times elogió el guion y la dirección de Smith y el diseño de producción. De manera similar, comparó la vida de Nacho con la de Jesse, ambos criminales que tomaron "algunas decisiones de vida terribles" y fueron "castigados en exceso por ellas", y agregó: "Hubiera sido genial ver más de este actor estelar, pero si debes dejar un espectáculo, es difícil imaginar un final más dramático y conmovedor". Steve Greene, que escribe para IndieWire, dijo que disfrutó de cómo las historias compartían temas similares sobre la creación del propio destino.
Alan Sepinwall de Rolling Stone elogió la narración directa del episodio y dijo que la actuación de Mando fue "fantástica en todo momento: tan cansado, tan derrotado y, sin embargo, tan insistente en terminar las cosas en algo parecido a sus propios términos si puede. Es un tour de force, particularmente la secuencia de la llamada telefónica y Nacho mirando a los Salamancas por última vez". TVLine nombró a Mando el artista de la semana que finalizó el 30 de abril de 2022. Lo llamaron "un episodio bellamente conmovedor que vio a Mando alcanzar nuevas alturas dramáticas... pudimos ver las emociones brotando en los ojos de Mando a medida que el trágico destino de su personaje comenzaba a asentarse. . . . Puede que Nacho no haya vivido lo suficiente como para compartir la pantalla con Walt y Jesse de Breaking Bad, pero con la actuación realmente excepcional de Mando esta semana, se ha ganado con creces el derecho de compartir la pantalla con cualquiera".

### Ratings
Un estimado de 1.16 millones de espectadores vieron "Rock and Hard Place" durante su primera transmisión en AMC, el 25 de abril de 2022.